# Gaultheria dialypetala
Gaultheria dialypetala är en ljungväxtart som beskrevs av Herman Otto Sleumer. Gaultheria dialypetala ingår i släktet Gaultheria och familjen ljungväxter. Inga underarter finns listade i Catalogue of Life.